# Строкач Микола Сергійович
Мико́ла Сергі́йович Стро́кач (21 квітня 1918 — 14 вересня 2011) — український музикант (фаготист), педагог. Був директором Київського музичного училища імені Рейнгольда Глієра у 1962—1964 роках.

## Загальні відомості
Після закінчення Київської консерваторії (1945—1950, кафедра духових інструментів, фаготист, учень Олександра Литвинова) був артистом її оперної студії, солістом оркестру. Викладав у консерваторії, в музичній школі-десятирічці.
1950—1952 — інспектор Управління навчальних закладів Комітету мистецтв УРСР.
На посаду директора Київського музичного училища імені Рейнгольда Глієра призначений Наказом Міністерства культури УРСР від 1 серпня 1962 року. Працював на цій посаді до липня 1964 року. Під час роботи залучав колектив училища до заходів, що проводилися державними органами. В 50-ті роки працював артистом оркестру Оперної студії при Державній консерваторії ім. П. І. Чайковського. На посаді викладача Київського музичного училища імені Рейнгольда Глієра М. С. Строкач працював довгі роки, підготувавши ряд провідних фаготистів України.
Був упорядником навчальних посібників з музики.

## Праці
- Фагот: Учбовий репертуар дитячих музичних шкіл: 5-й клас. Ч. 2 / Ред. — упоряд. М. С. Строкач; Клавір з додатком партії фагота. — К.: Музична Україна, 1985. — 26 с. (Ч. 1 — 1981 рік)
- Строкач М. С. Фагот: Учбовий репертуар дитячих музичних шкіл. — Клавір і партія. — К.: Музична Україна, 1980. — 26 с.
- Учбовий репертуар дитячих музичних шкіл: 4 клас: клавір і партія / М. С. Строкач. — К.: Музична Україна, 1977.
- Фагот [Ноти]: учбовий репертуар дитячих музичних шкіл. 3 класи / М. С. Строкач. — К.: Музична Україна, 1979. — 62 с.
- Фагот. Ноти: учбовий репертуар дитячих музичних шкіл. 1-2 класи / ред.- упоряд. М. С. Строкач. — К.: Музична Україна, 1977. — 110 с.